# Pomeroon (kolonie)
Pomeroon was een Nederlandse kolonie langs de rivier de Pomeroon in Nederlands-Guiana. De kleine kolonie, die waarschijnlijk werd opgericht in 1581 als eerste Nederlandse (Zeeuwse) nederzetting, werd waarschijnlijk in 1596 alweer verwoest door Spanjaarden en Indianen. De inwoners vluchtten daarop naar een eiland in de rivier de Essequibo, waar ze hetzelfde jaar onder leiding van hun leider Joost van der Hooge een nieuwe nederzetting stichtten. Fort Kyk-over-al dat tussen 1616 en 1621 door de WIC werd opgericht als onderdeel van de kolonie Essequebo aan de gelijknamige rivier bevond zich op de plaats van een ouder Portugees fort dat van der Hooge er aantrof bij aankomst.
In 1650 (volgens andere bronnen 1657) werd de plek opnieuw bevolkt en ontstond er een stadje met enkele huizen, genaamd Nieuw Middelburg, en een fort Nova Zeelandia. De eerste jaren groeide de bevolking snel als gevolg van de vlucht van joden uit Portugees Brazilië. In 1689 werden alle gebouwen en plantages door Franse kapers verwoest. Deze klap kwam de kolonie niet te boven. Pas aan het einde van de 18e eeuw werden opnieuw plantages opgericht aan de Pomeroon. De rivier Pomeroon was inmiddels onderdeel geworden van de Nederlandse kolonie Essequebo en Demerary.
In 1796 werd het gebied echter door de Britten veroverd. Bij de Vrede van Amiens (1802) werd het gebied weer teruggegeven aan Nederland, maar in september 1803 werden Essequibo en Demerary opnieuw door de Britten veroverd. In 1814 werd door de Conventie van Londen definitief bepaald dat de kolonie Brits zou blijven. De beslissing werd op 20 november 1815 officieel. Tegenwoordig is het gebied onderdeel van het onafhankelijke Guyana. De naam is blijven voortbestaan in de regio Pomeroon-Supenaam die de voormalige kolonie bevat.
Gouvernementen: Goudkust* · Nederlands Brazilië · Nederlandse Antillen · Nederlands-Guiana (Berbice* · Cayenne · Demerary* · Essequebo* · Pomeroon · Suriname*) · Nieuw-Nederland
Gebieden met een directeur: Maagdeneilanden
Gebieden met een baron: Tobago (geleend aan Cornelis Lampsins)
Factorijen / handelsposten: Arguin · Loango-Angolakust · Senegambia · Slavenkust
Gouvernementen: Amboina* · Banda* · Batavia* · Ceylon · Coromandelkust* · Formosa · Java's Noordoostkust* · Kaapkolonie* · Makassar* · Malakka* · Mauritius · Molukken*
Directoraten: Vestingen in Bengalen · Vestingen in Perzië · Suratte
Commandementen: Bantam* · Malabar · Sumatra's Westkust*
Residenten: Bandjarmasin* · Cheribon* · Palembang* · Pontianak*
Gebieden met een opperhoofd: Birma · Dejima* · Vestingen in Siam · Timor · Tonquin
Factorijen: Vestingen in China
Nederzettingen: Amsterdam eiland (incl. Smeerenburg) · Jan Mayen
Vestingen: Acadia · Fort Nassau · Zoutpannen in Venezuela
*: Gebieden ook in handen van de Bataafse Republiek geweest.